# Sintasi
In enzimologia una sintasi è un enzima appartenente al gruppo delle liasi che catalizza una reazione di sintesi senza fare uso di nucleotidi trifosfato, quali ATP, GTP, CTP, TTP, e UTP, come fonte di energia. Per evitare di fare confusione tra sintasi e sintetasi, dove le sintetasi fanno invece uso di nucleotidi trifosfato, la Joint Commission on Biochemical Nomenclature (JCBN) ha imposto che il termine "sintasi" possa essere utilizzato con qualsiasi enzima che catalizza la sintesi (indipendentemente dal fatto che utilizzi o meno nucleotidi trifosfato), mentre il termine "sintetasi" debba essere usato come sinonimo di ligasi.
Un esempio di sintasi è l'enzima metionina sintasi, la quale catalizza la metilazione di un composto che per molti organismi è l'omocisteina per ottenere l'amminoacido metionina. Questa reazione necessita di un cofattore, quale può essere il tetraidrofolato.